# Lars Kristiansson

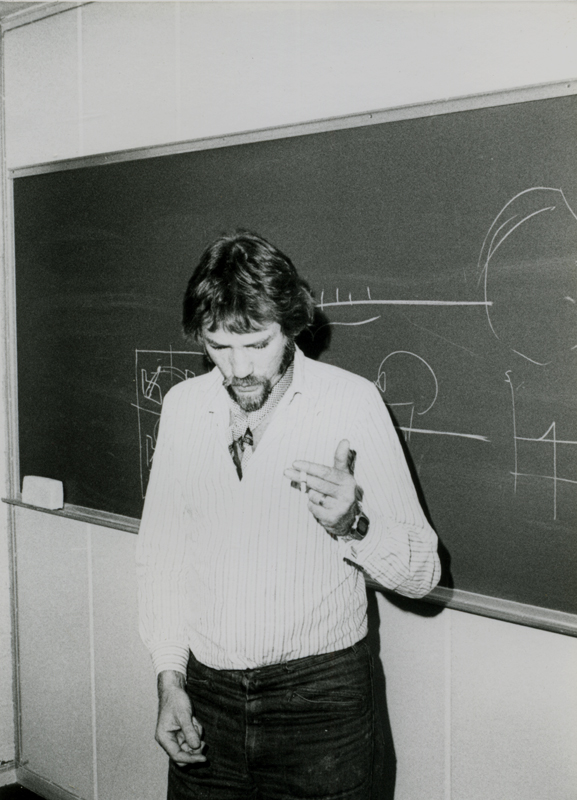
Lars Kristiansson

Lars Olof Gunnar Kristiansson, född 24 maj 1934 i Göteborg, död 1983, var en svensk informatiker och professor.
Lars Kristiansson, som var son till Gunnar Kristiansson, tog civilingenjörsexamen 1957 vid Chalmers tekniska högskola och blev teknologie licentiat där 1961. Kristiansson började arbeta som ingenjör vid Saab 1961 för att 1963 bli lärare vid Militärhögskolan. År 1965 blev han universitetslektor i teletransmissionsteori vid Kungliga Tekniska högskolan och 1976 återkom han till Chalmers tekniska högskola som professor i informationsteori med datakommunikation.
Mot slutet av 1970-talet diskuterade Kristiansson informationssamhällets framväxt. I Författaren nr 5, 1980, lär det finnas ett referat från ett seminarium i Göteborg där han deltog. På hans dödsbädd filmade Jösta Hagelbäck och Erik Östling en intervju med honom, Illustrerat samtal med professor Lars Kristiansson. Filmen blev 123 minuter lång och hade premiär 1985. 
Lars Kristiansson var initiativtagare till radiodokumentären Ett barn för framtiden, en framtidsvision om mikrodatorer, som i Berlin tilldelades Prix Futura 79 som bästa radiodokumentär. I dokumentären medverkar Tom Engström, Åke Blomström, Samuel Trygger, Hans Edelskog och Thomas Hellberg.

## Skrifter
- Signalteori (1970), tillsammans med Lars H. Zetterberg
- Analysis and experiments with a model of a local neuron population (1977), tillsammans med Lars H. Zetterberg och Kåre Mossberg
- Bits - informationssamhället : om samhällseffekter av en ny teknik (1981)
- Blir datorn mänsklig? (1982), tillsammans med Herbert Simon, Margaret Boden; skrift nr. 15 i serien Källa från Forskningsrådsnämnden (FRN)
- Datorer, modeller, verklighet (1982)

## Bilder

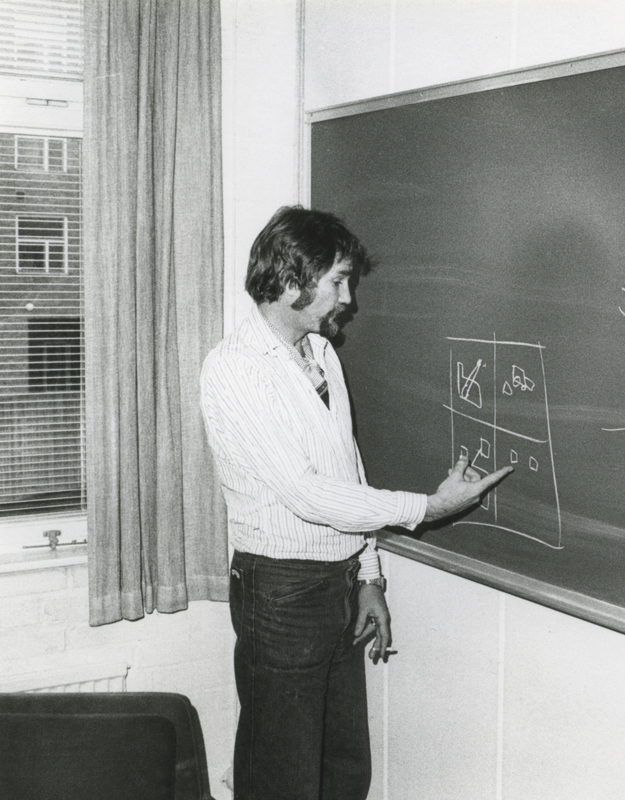